# كارسانا
كارسانا هي بلدية في مقاطعة فرشيلي في منطقة بييمونتي الإيطالية تقع على بعد حوالي 70 كيلومتر (43 ميل) إلى الشمال الشرقي من مدينة تورينو وحوالي 13 كيلومتر (8 ميل) إلى الجنوب الشرقي من فيرتشيلي. في 31 كانون الأول / ديسمبر 2004 كان عدد 1,083 وتبلغ مساحتها 23.7 كيلومتر مربع (9.2 ميل2).
تقع كارسانا على حدود البلديات التالية: لانغوسكو، موتا دي كونتي، بيزانا، روساسكو، ستروبيانا، فيلانوفا مونفيراتو.

## وصلات خارجية
- Associazione Tutela della Bassa